# 巳
巳（み、し）は、十二支のひとつ。通常十二支の中で第6番目に数えられる。它年（へびどし）とも言う。
前年は辰（たつ）、次年は午（うま）である。

## 概要
- 巳年は、西暦年を12で割って9が余る年が巳の年となる（日本では新暦1月1日に始まるが、中国では旧暦1月1日に始まる）。なお、年を表す時の別名は大荒落（大荒駱、大芒落、大芒駱とも）[1]。
- 巳の月は旧暦4月（概ね新暦5月）。
- 巳の刻は午前10時を中心とする約2時間
- 巳の方は南南東よりやや北寄り（南東微南：北基準右廻り150°）の方角である。
- 五行は火気
- 陰陽は陰である。
- 反対側は、亥（い）。

## 伝承
『漢書』律暦志によると巳は「已」（い：「止む」の意味）。草木の成長が極限に達した状態を表しているとされる。
後に覚え易くするために動物の蛇が割り当てられた。
訓読みの「み」は蛇の古語「へみ」より。
相場格言に「辰巳天井、午尻下がり、未辛抱、申酉騒ぐ。戌は笑い、亥固まる、子は繁栄、丑はつまずき、寅千里を走り、卯は跳ねる」があり、巳年の相場は俗に上昇相場といわれる。

## 巳を含む干支
- 己巳（1の位が9の年）
- 辛巳（1の位が1の年）
- 癸巳（1の位が3の年）
- 乙巳（1の位が5の年）
- 丁巳（1の位が7の年）